# Anthropocene
Anthropocene ist eine Oper in drei Akten von Stuart MacRae (Musik) mit einem Libretto von Louise Welsh. Sie wurde am 24. Januar 2019 im Theatre Royal in Glasgow uraufgeführt.

## Handlung

### Erster Akt
Die Handlung der Oper spielt kurz vor Ende des arktischen Sommers im Norden Grönlands auf dem Forschungsschiff Anthropocene. Eine vom Großunternehmer Harry King finanzierte Expedition forscht dort im Eis nach den Ursprüngen des Lebens. Zu den Mitgliedern zählen neben King selbst die Expeditionsleiterin Professor Prentice und ihr Ehemann Charles, der Kapitän Ross, der Schiffsingenieur Vasco sowie Kings Tochter Daisy als Fotografin. Der Journalist Miles begleitet die Expedition, um über die Fortschritte berichten.
Während King sich selbst und sein Schiff für sein Vorhaben rühmt, sorgen sich Prentice, Ross und Vasco wegen der ungewöhnlich schnell sinkenden Temperaturen. Es besteht die Gefahr, dass das Schiff im Eis festfriert und manövrierunfähig wird. Vasco mahnt daher zum unverzüglichen Aufbruch. Da sich Charles, Daisy und Miles jedoch noch auf dem Eis befinden, um Proben zu nehmen, muss Prentice eine Entscheidung treffen: Sie will ihren Mann ebenso wenig im Stich lassen wie King seine Tochter. Sie zögert zu lange, und das Schiff friert ein. Wenig später kehren die anderen zurück. Sie bringen einen Eisblock mit einem eingefrorenen menschlichen Körper an Bord – der Grund für ihre Verspätung.
King und seine Tochter bewundern das Nordlicht. Als sich die Expeditionsmitglieder den Eisblock näher ansehen, bewegen sich die Augen der eingefrorenen Person. Vasco greift zu einer Axt, um sie zu befreien. Es handelt sich um eine junge Frau, die allmählich wieder zum Leben erwacht.
Miles ruft über Satellit seine Redakteurin Sara an, um ihr exklusiv von dem bedeutenden Fund zu berichten. Ross und Vasco sind zuversichtlich, dass das Schiff bis zum Auftauen des Meeres intakt bleibt. Die junge Frau erholt sich unterdessen in der Krankenstation, wo sich Prentice, Charles und King um sie bemühen und ihr ihre Namen nennen. Nach einigen stammelnden Versuchen bringt sie ihr erstes Wort hervor: „Ice“ – so lautet offenbar ihr Name. Am Telefon preist Miles weiterhin seine Jahrhundert-Geschichte an. Sara ist jedoch mehr an einem Bericht über den im Eis eingeschlossenen Tycoon interessiert. Da diese Story durch eine frühzeitige Rettung Kings gefährdet wäre, sabotiert Miles das Funkgerät, indem er ein wichtiges Bauteil entfernt. Prentice stellt fest, dass Ices Körper die Zeit im Eis unbeschadet überstanden hat – eine wissenschaftliche Unmöglichkeit. Plötzlich springt Ice auf und rennt aus der Krankenstation auf Deck, wo sie mit Miles zusammentrifft. Prentice erzählt den anderen begeistert von ihrer Entdeckung: Ice könnte ein Schlüssel zur Verlängerung des menschlichen Lebens sein. Vasco erinnert daran, dass auch Ice selbst ein Recht auf Schutz habe und durch die Untersuchungen nicht gefährdet werden dürfe.
Daisy erzählt dem Wache haltenden Vasco von einem Traum, in dem sie sich mit Ice identifizierte. Vasco will versuchen, das defekte Funkgerät zu reparieren. Er und Daisy kommen sich näher. Nachdem Daisy gegangen ist, beginnt Vasco mit der Arbeit. Miles unterbricht ihn und macht sich über sein Verhältnis mit der Unternehmerstochter lustig. Es kommt zu einem kurzen Kampf, in dem Vasco das fehlende Bauteil bei Miles findet. Er weiß nun von dessen Absichten. In seiner Panik erschlägt Miles den Ingenieur und wirft ihn über Bord.

### Zweiter Akt
Einige Wochen später versucht Prentice, Ice einige Grundkenntnisse über Geografie beizubringen. Ice erklärt ihr, dass das Eis nur durch Blut zum Schmelzen gebracht werden könne. Die Mannschaft rätselt über den Verbleib Vascos. King hält ihn für einen Verräter und Spion seiner Konkurrenten. Er wirft Ross vor, die Expedition durch seine Einstellung gefährdet zu haben. Er glaubt, Vasco habe das Funkgerät zerstört. Ross beharrt jedoch darauf, dass Vasco ehrlich und nun mit Sicherheit tot sei. Daisy glaubt, ihn in der Ferne auf dem Eis gesehen zu haben. Miles fragt sie, ob sein Gesicht blutig war. Charles wirft ihr vor, zu halluzinieren.
Miles sehnt sich nach der Heimat. Die Vorräte gehen allmählich aus, und das Leid an Bord ist unerträglich geworden. Um die Rettung zu ermöglichen, will er vorgeben, das fehlende Bauteil gefunden zu haben. So kann er trotz seiner Schuldgefühle zum „Helden des Tages“ werden.

### Dritter Akt
Prentice erzählt ihrem Mann, dass sie von ihrem leeren Büro geträumt habe. Sie bereut inzwischen, nicht auf Vasco gehört haben: Sie hätten ohne Charles und die anderen abreisen müssen. Charles erinnert sie an die Bedeutung ihres Fundes, der sie auf eine Stufe mit Isaac Newton, Marie Curie oder Charles Darwin stellen würde. Prentice weist darauf hin, dass niemand davon erfahren werde, wenn sie im Eis sterben.
Ross bemerkt die Vorzeichen eines Sturmes. In aller Eile müssen sämtliche Gegenstände gesichert werden.
Der Sturm hat das Schiff stark beschädigt. Es ist nicht länger seetüchtig. Miles hat eine Vision vom geisterhaften Vasco. Ross hat inzwischen Verdacht gegen ihn geschöpft. Er erinnert sich an Miles’ Frage, ob Vascos Gesicht blutig war, und fragt ihn direkt, ob er ihn getötet habe. Miles leugnet dies. Er gibt stattdessen Ice und einer durch sie verursachten „seltsamen Magie“ die Schuld an dem Desaster. Daisy weist das zurück.
Ice erzählt die Geschichte ihres Todes. Wie auch jetzt, habe es damals einen plötzlichen Kälteeinbruch gegeben, und ihr Volk wurde vom Eis eingeschlossen. In der Not wurde sie als Opfer ausgewählt. Unter Liebesbeteuerungen habe sie ihre Mutter festgehalten, während ihr Vater das Opfer vollzog. Ihr Blut habe das Eis zum Schmelzen gebracht und ihre Familie gerettet. Durch ihre Befreiung aus dem Eisblock sei jetzt das Opfer rückgängig gemacht worden, und es müsse ein neues Opfer gewählt werden. Als Ross daraufhin den Tod des Mörders Miles verlangt, zeigt dieser das fehlende Bauteil des Funkgeräts und behauptet, Vasco habe es bei seiner Flucht verloren. King reißt es ihm begeistert aus den Händen, lässt es dann aber fallen. Es zerbricht.
In ihrer Hoffnungslosigkeit werden sich alle gegen Miles, der jetzt seine Tat gesteht. Obwohl er flehentlich darauf beharrt, dass es ein Unfall gewesen sei, will Prentice ihn töten, um ihr früheres Zögern wiedergutzumachen. Ice erklärt jedoch, dass das Opfer nicht auf diese brutale Weise vollzogen werden dürfe, sondern wie damals bei ihr mit Zärtlichkeit geschehen müsse. Dennoch wird Miles getötet. Ice flieht entsetzt auf das Eis hinaus.
Als endlich die Rettungskräfte nahen, fürchtet Prentice die Konsequenzen ihrer Tat.

## Gestaltung

### Orchester
Die Orchesterbesetzung der Oper enthält die folgenden Instrumente:
- Holzbläser: zwei Flöten (2. auch Piccolo und Altflöte), zwei Oboen (beide auch Oboe d’amore und Englischhorn), zwei Klarinetten (2. auch Bassklarinette), zwei Fagotte (2. auch Kontrafagott)
- Blechbläser: zwei Hörner, zwei Trompeten, zwei Posaunen
- Pauken, Schlagzeug (zwei Spieler)
- Harfe
- Streicher: zehn (mindestens fünf) Violinen 1, acht (mindestens vier) Violinen 2, sechs (mindestens drei) Bratschen, sechs (mindestens zwei) Violoncelli, vier (mindestens zwei) Kontrabässe

### Musik
Der Komponist MacRae wies in einem Interview darauf hin, dass er eine große Spannweite von musikalischen Stilen verwendet habe. Einige Abschnitte seien vollständig tonal, andere vollständig atonal, und es gebe viele Zwischenstufen. Seiner Meinung nach kombiniere seine Partitur die traditionellen Opernformen von Arien, Duetten und Terzetten mit suggestiven impressionistischen Abschnitten („combines the operatic meat-and-veg of arias, duos and trios, with suggestive impressionistic tracts“).

## Werkgeschichte
Die Oper Anthropocene ist ein Auftragswerk der Scottisch Opera, die das Werk auch zur Uraufführung brachte. Es handelt sich nach Remembrance Day (2009), Ghost Patrol (2012) und The Devil Inside (2016) bereits um die vierte Zusammenarbeit des schottischen Komponisten Stuart MacRae mit der britischen Schriftstellerin Louise Welsh und die erste abendfüllende Oper der beiden.
Inspirationsquellen waren für MacRay die Filme Alien und Sunshine, in denen die Idee des in eine isolierte Gruppe eintretenden Außenseiters thematisiert wurde, und für Welsh Mary Shelleys Roman Frankenstein mit der abschließenden Eis-Szene, sowie Shakespeares Theaterstück Der Sturm. Auch der dänische Dokumentarfilm Ekspeditionen til verdens ende (deutsch: Die Expedition ans Ende der Welt) aus dem Jahr 2013 lieferte wichtige Anregungen. Zentrale Themen der Oper sind der gegenwärtige Klimawandel und das Motiv des Opfers. Der vom Tycoon King gewählte Schiffsname und Titel der Oper bezieht sich auf den Namensvorschlag für das gegenwärtige Zeitalter des Menschen als „Anthropozän“ und unterstreicht somit den Bezug zur Gegenwart.
Die Uraufführung fand am 24. Januar 2019 im Theatre Royal in Glasgow statt. Die Inszenierung stammte von Matthew Richardson. Für Bühne und Kostüme war Samal Blak zuständig. Stuart Stratford leitete das Orchester der Scottish Opera. Es sangen Jennifer France (Ice), Jeni Bern (Professor Prentice), Stephen Gadd (Charles), Benedict Nelson (Miles), Mark Le Brocq (Harry King), Paul Whelan (Ross), Anthony Gregory (Vasco) und Sarah Champion (Daisy). Nach zwei Aufführungen in Glasgow wurde die Produktion auch im King’s Theatre Edinburgh und im Hackney Empire in London gezeigt. Die Internetplattform Operavision stellte einen Video-Mitschnitt bereit.
Die Rezensentin des Guardian schrieb, dass die Oper dramatischen Spürsinn, orchestrale Finesse und strahlenden Gesang vereine („fuses dramatic flair, orchestral finesse and luminous vocals“). Sie konnte sich die Orchesterzwischenspiele und besonders die Darstellung des Nordlichts gut als Grundlage für ein Orchesterwerk vorstellen. Sie kritisierte lediglich die Balance zwischen den Akten und die Inszenierung, die nicht viel zur Atmosphäre beitrage. Auch der Rezensent von Bachtrack lobte die Orchestrierung und wies besonders auf die umfangreiche Harfenpartie und das große und ungewöhnliche Schlagwerk hin. Die Inszenierung hätte allerdings nach einer „größeren visuellen Leinwand geschrien“. Der Rezensent des Evening Standard zeigte sich enttäuscht von der Londoner Vorführung. Die Handlung wäre zwar geeignet für eine 30-Minuten-Episode von Twilight Zone, schreite als Oper aber nur im „Gletschertempo“ voran. Es gebe zu viele Wiederholungen und Selbstgespräche. Außerdem sei der Text mit Symbolismen überfrachtet.
Die deutsche Uraufführung fand am 15. April 2023 im Theater Bielefeld unter der musikalischen Leitung von Gregor Rot statt. Die Inszenierung stammte von Maaike van Langen, Bühne und Kostüme von Anna Schöttl.
2024 zeigte das Salzburger Landestheater die Oper in einer Inszenierung von Agnessa Nefjodov unter dem Dirigat von Leslie Suganandarajah.

## Aufnahmen
- 9. Februar 2019 – Stuart Stratford (Dirigent), Matthew Richardson (Inszenierung), Samal Blak (Bühne und Kostüme), Orchester der Scottisch Opera.
 Jennifer France (Ice), Jeni Bern (Professor Prentice), Stephen Gadd (Charles), Benedict Nelson (Miles), Mark Le Brocq (Harry King), Paul Whelan (Ross), Anthony Gregory (Vasco), Sarah Champion (Daisy).
 Video; live aus dem Hackney Empire in London; Mitschnitt der Uraufführungsproduktion.
 Videoübertragung bei Operavision.[5]